# Lorenzova vila
Lorenzova vila se nachází na adrese Barunčina 832/5 v Modřanech v městské části Praha 12, severně od arcibiskupské vinice. Jde o prvorepublikovou vilu z konce 20. let, která byla postavena pro Františka Lorenze. Zhotovitelem plánů stavby byl pražský projektant Václav Bílek. Stavebním znalcem byl Ing. arch. Jaroslav Vašta, který se podílel na několika ikonických stavbách meziválečné architektury, jako jsou Ořechovka nebo kino Beseda.

## Umístění vily
Lorenzova vila se zahradou se nachází v klidné části Modřan v Praze 12 nedaleko Vltavy na adrese Barunčina 832/5. Jižně od vily se rozkládá bývalá arcibiskupská vinice z 12. století s památkově chráněným viničním domkem, venkovská barokní usedlost se zahradními domky a chráněným dubem.

## Výstavba vily

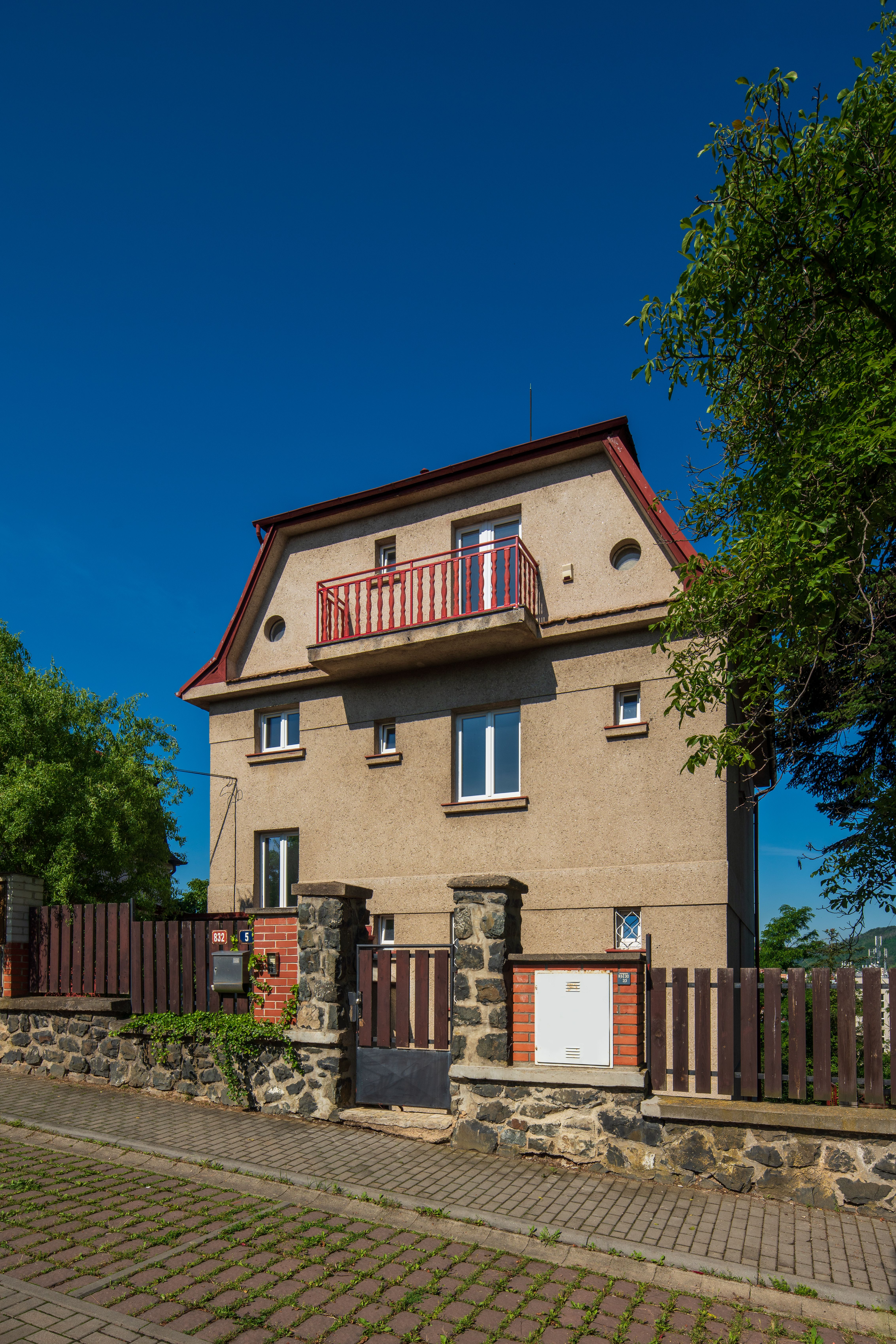
Lorenzova vila z ulice, foto: Jiří Šebek

Plány domu vytvořilo pro Františka Lorenze modřanské Podnikatelství staveb pana Václava Bílka v roce 1928. Ve stejném roce návrh projektu schválil stavební úřad v Modřanech. Stavebním znalcem domu byl Ing. Arch. Jaroslav Vašta (31. 3. 1888 – ?). Vašta se v roce 1919 zúčastnil “Soutěže na kolonii rodinných domků stavebního Družstva S.J.V.Z. na Vořechovce”. Se svými 8 návrhy domů pro moderní zahradní vilovou čtvrť se v soutěži umístil na druhém místě. Dále Vašta naplánoval v roce 1920 Kino Beseda pro legionáře, československé důstojníky-invalidy. Přestavba nádvorního a původně tanečního sálu na bezbariérový biograf Beseda měla 470 míst. V polovině 90. let 20. století byla snaha nevyužívaný biograf obnovit, ta však byla zmařena majitelem budovy.
Lorenzova vila byla zkolaudovaná v roce 1929.

## Popis stavby

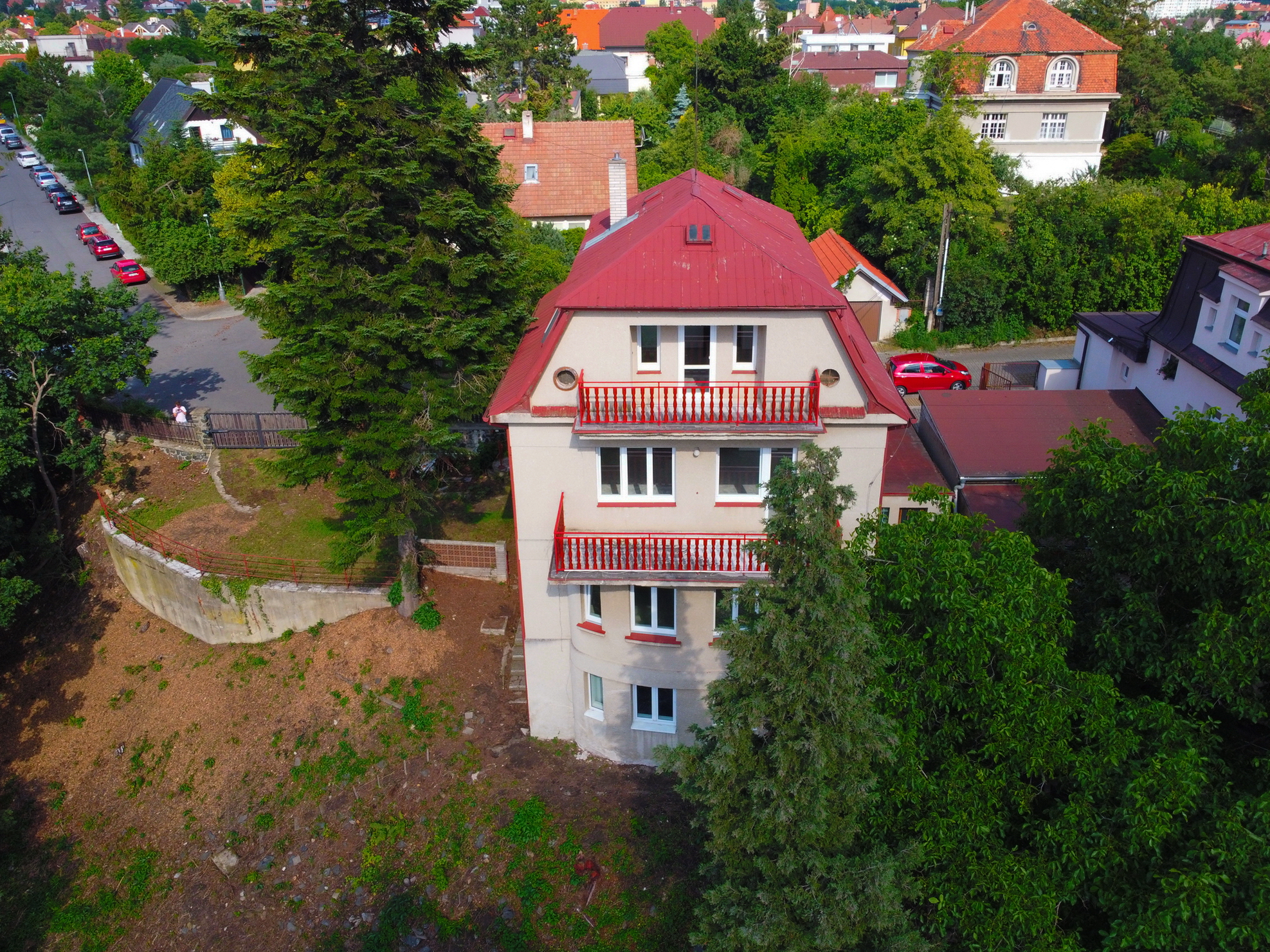
Lorenzova vila, foto: Ivan Procházka

Lorenzova vila je postavena ve stylu užitné architektury konce 20. let 20. století s důrazem na symetrii a nese početné znaky prvorepublikové architektury. Pobytová část domu je západně orientovaná směrem do údolí Vltavy a disponuje tak širokým výhledem na řeku a Chuchelský háj. Dům má čtyři podlaží – suterén, přízemí, první patro s terasou a podkroví s terasou i balkonem. V suterénu se nachází malý byt a technické zázemí. Přízemí a první patro jsou dispozičně stejné byty s velkými světlými pokoji. V podkroví se nachází malý byt. Stavba byla zkolaudována v roce 1929. Díky velkorysé stavební dispozici – vysokým stropům, světlým prostorným pokojům a zahradě se jedná o zdařilou stavbu meziválečné doby. V roce 1981 přibyla k rodinné vile také garáž.

## Historie vily a její majitelé

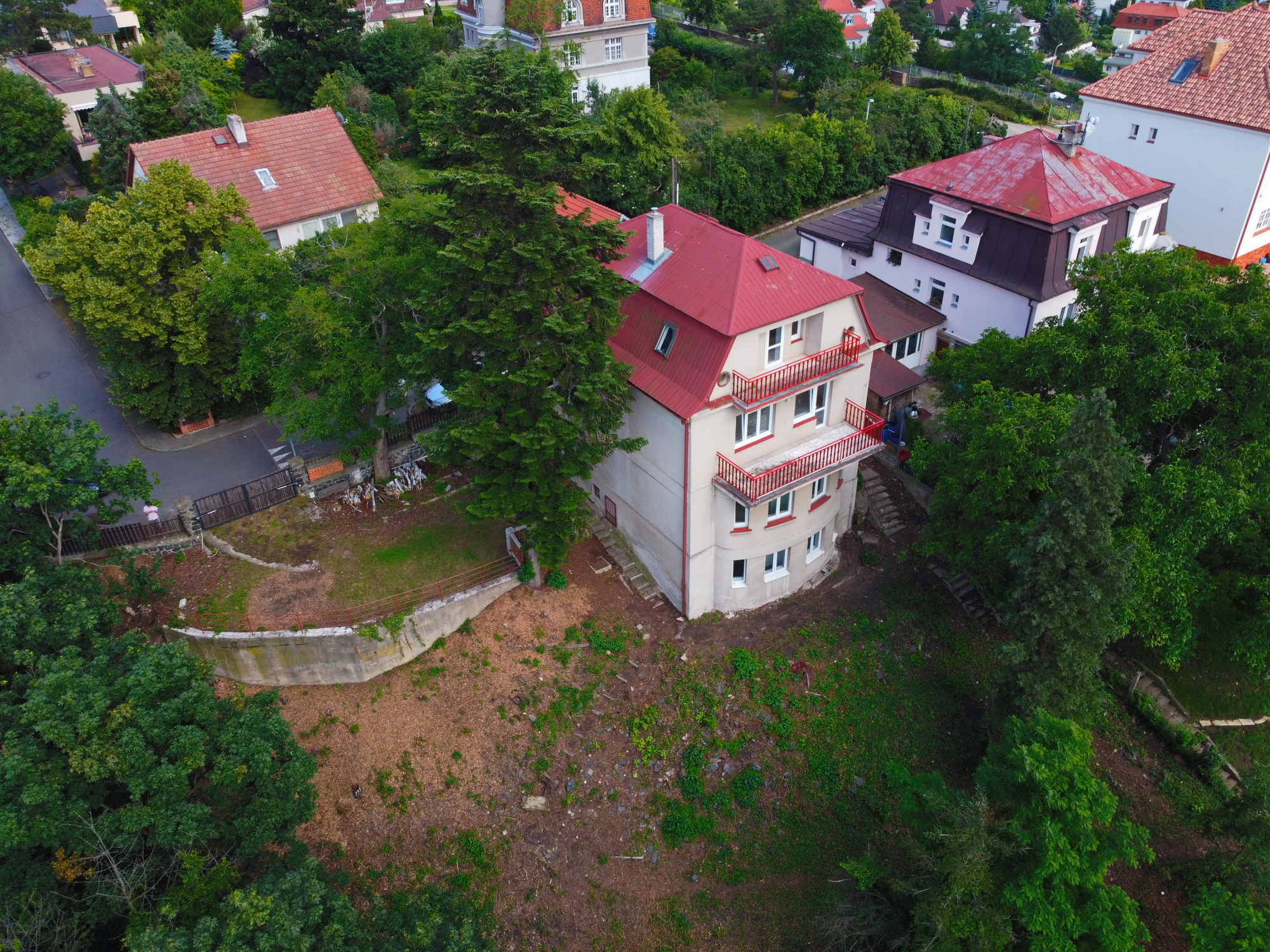
Lorenzova vila z dronu, foto: Ivan Procházka

Vilu nechal vybudovat vysoce postavený státní úředník František Lorenz (6. 5. 1895 – 31. 5. 1945), tajemník ministerstva železnic. Lorenz absolvoval obchodní akademii v Praze v roce 1916 a od 12. února 1917 do 5. ledna 1919 byl ve vojenské válečné službě. Do služeb státních drah nastoupil 25. února 1919. Nejprve byl přidělený staničnímu úřadu v Liběchově. Dne 23. února 1920 byl povolán k oddělení pro kontrolu příjmů u ředitelství státních drah v Hradci Králové. 21. června 1920 byl přidělen dopravnímu úřadu v Praze – Wilsonově nádraží. 1. srpna 1920 byl povolán k ředitelství státních drah v Praze. Do služeb ministerstva železnic byl povolán 1. června 1924. Lorenz byl váženým vedoucím pracovníkem tehdy strategického rezortu. V rámci své práce vyjížděl na služební cesty do zahraniční. Jeho kariéra na ministerstvu železnic trvala až do jeho smrti. Manželka Františka Lorenze, Frida Lorenzová (za svobodna Larischová), se narodila 15. 12. 1898 v Utrechtu v Holandsku. Manželé neměli děti. Po manželech Lorenzových vlastnila vilu Zdenka Meitnerová-Knourková z Prahy.
Vilu koupil v roce 1980 od OPBH Praha 4 Otakar Rohlíček se svou ženou Věrou Rohlíčkovou, kteří vilu až do nedávna pronajímali jako sídlo zahraniční společnosti. V roce 2020 koupil vilu nový majitel, který plánuje její rekonstrukci s respektem k původnímu architektonickému návrhu domu a k architektuře 20. let 20. století.